# Oribatella helenae
Oribatella helenae är en kvalsterart som först beskrevs av Bernini 1975.  Oribatella helenae ingår i släktet Oribatella och familjen Oribatellidae. Inga underarter finns listade i Catalogue of Life.